# 디옥시아데노신 이인산
디옥시아데노신 이인산(영어: deoxyadenosine diphosphate, dADP)은 뉴클레오사이드 이인산의 한 종류이다. 디옥시아데노신 이인산은 5탄당의 2'탄소 상의 하이드록시기(-OH)가 수소 원자(-H)로 치환된 디옥시리보스이며, 디옥시아데노신 삼인산(dATP)보다 인산기가 하나 더 적다. 디옥시아데노신 이인산과 아데노신 이인산의 차이점은 5탄당으로 디옥시아데노신 이인산은 리보스를 가지고 있고, 아데노신 이인산은 리보스를 가지고 있다는 점이다.
디옥시아데노신 이인산은 dADP로 약칭된다.

## 같이 보기
- 보조 인자
- 디옥시아데노신
- 디옥시아데노신 일인산
- 디옥시아데노신 삼인산
- 고리형 아데노신 일인산